# Schnittgröße (Zerspanen)

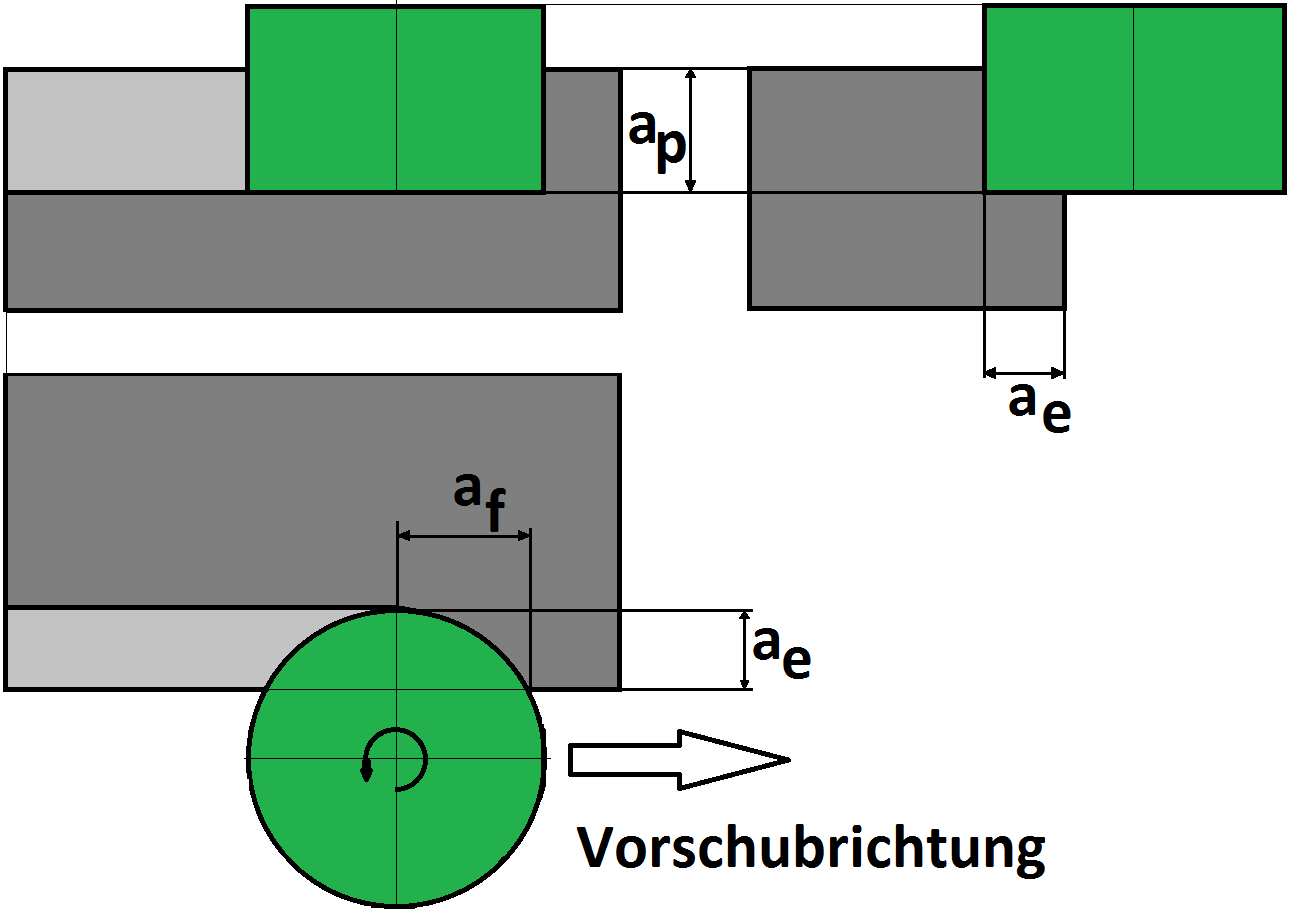
Eingriffsgrößen beim Fräsen und Schleifen: Schnitttiefe a_{p}, Arbeitseingriff a_{e}, Vorschubeingriff a_{f}.

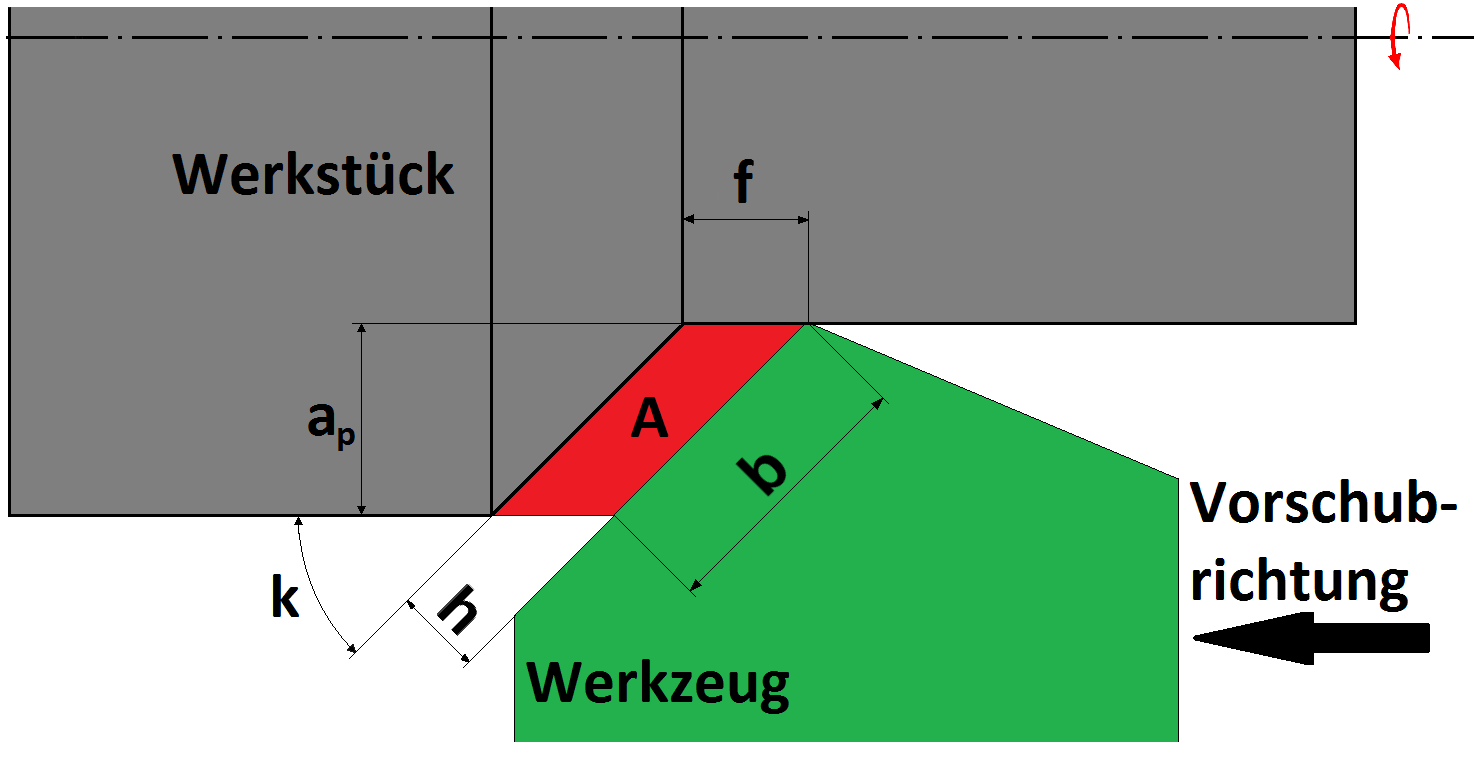
Zusammenhang zwischen Schnitttiefe und -breite am Beispiel des Drehens.

Schnittgrößen oder Eingriffsgrößen sind in der Fertigungstechnik beim Zerspanen Größen, die sich direkt durch den Maschinenbediener oder das CNC-Programm an der Werkzeugmaschine einstellen lassen. Zu ihnen gehören der Vorschub f, die Eingriffsbreite (auch Schnitttiefe oder Schnittbreite) oder Zustellung {\displaystyle a_{p}} und die Schnitttiefe (Schnittbreite Arbeitseingriff) {\displaystyle a_{e}}. In Gegensatz dazu sind die Spanungsgrößen von den Schnittgrößen abgeleitet und ergeben sich über den Werkzeugeinstellwinkel {\displaystyle \kappa }.
Der Arbeitseingriff {\displaystyle a_{p}} wird in der Arbeitsebene gemessen. Sie wird von den Vektoren der Schnitt- und Vorschubgeschwindigkeit aufgespannt.
Bei Fertigungsverfahren mit rotierenden Werkzeugen wie dem Fräsen oder Schleifen mit Schleifscheiben kommt noch der Arbeitseingriff {\displaystyle a_{e}} hinzu. Er wird in der Arbeitsebene gemessen, senkrecht zur Vorschubrichtung.
Der Vorschubeingriff bezeichnet den Eingriff des Werkzeuges in Vorschubrichtung.

## Zusammenhang mit Spanungsgrößen
Die Spanungsbreite {\displaystyle b} ist die Breite des Spanes senkrecht zur Schnittrichtung gemessen in der Schnittebene.
{\displaystyle a_{p}=b\cdot \sin {\kappa }}
Die Spanungsdicke {\displaystyle h} ist die Dicke des Spanes senkrecht zur Schnittrichtung gemessen senkrecht zur Schnittfläche.
{\displaystyle h=f\cdot \sin {\kappa }}
Der Spanungsquerschnitt ist der Querschnitt des abzunehmenden Spanes gemessen in der Schnittfläche.
{\displaystyle A=a_{p}\cdot f=b\cdot h}

## Zeitspanvolumen
Für die Berechnung des Zeitspanvolumens Q ergeben sich beim Fräsen und Schleifen Besonderheiten, da die Schnittrichtung sich während der Umdrehung des Werkzeuges ändert. Das je Zeiteinheit abgespante Volumen ergibt sich hier als
{\displaystyle Q=a_{p}\cdot a_{e}\cdot v_{f}}
mit {\displaystyle v_{f}} als Vorschubgeschwindigkeit.